# Saribia ochracea
Saribia ochracea är en fjärilsart som beskrevs av Riley 1932. Saribia ochracea ingår i släktet Saribia och familjen Riodinidae. Inga underarter finns listade.